# Aulacospermum gonocaulum
Aulacospermum gonocaulum är en flockblommig växtart som beskrevs av Mikhail Grigoríevič Popov. Aulacospermum gonocaulum ingår i släktet Aulacospermum och familjen flockblommiga växter. Inga underarter finns listade i Catalogue of Life.